# خسوف القمر نوفمبر 2012
حدث خسوف شبه قمري للقمر في 28 نوفمبر 2012، وهو الثاني من خسوفين حدثا للقمر في عام 2012.
| تصبح الأجزاء الشمالية من القمر خافتة بشكل ملحوظ مع مرور القمر عبر ظل الأرض شبه الخافت |                |
| سلسلة (وعضو)                                                                          | 145 (11 من 71) |
| جاما                                                                                  | -1.0869        |
| المدة (ساعة : دقائق : ثانية )                                                         |                |
| Penumbral                                                                             | 4:36:00        |
| جهات الاتصال ( UTC )                                                                  |                |
| P1                                                                                    | 12:14:59       |
| اعظم                                                                                  | 14:32:59       |
| ص 4                                                                                   | 16:50:59       |
| حركة القمر بالساعة عبر ظل الأرض في كوكبة برج الثور.                                   |                |

## الرؤية

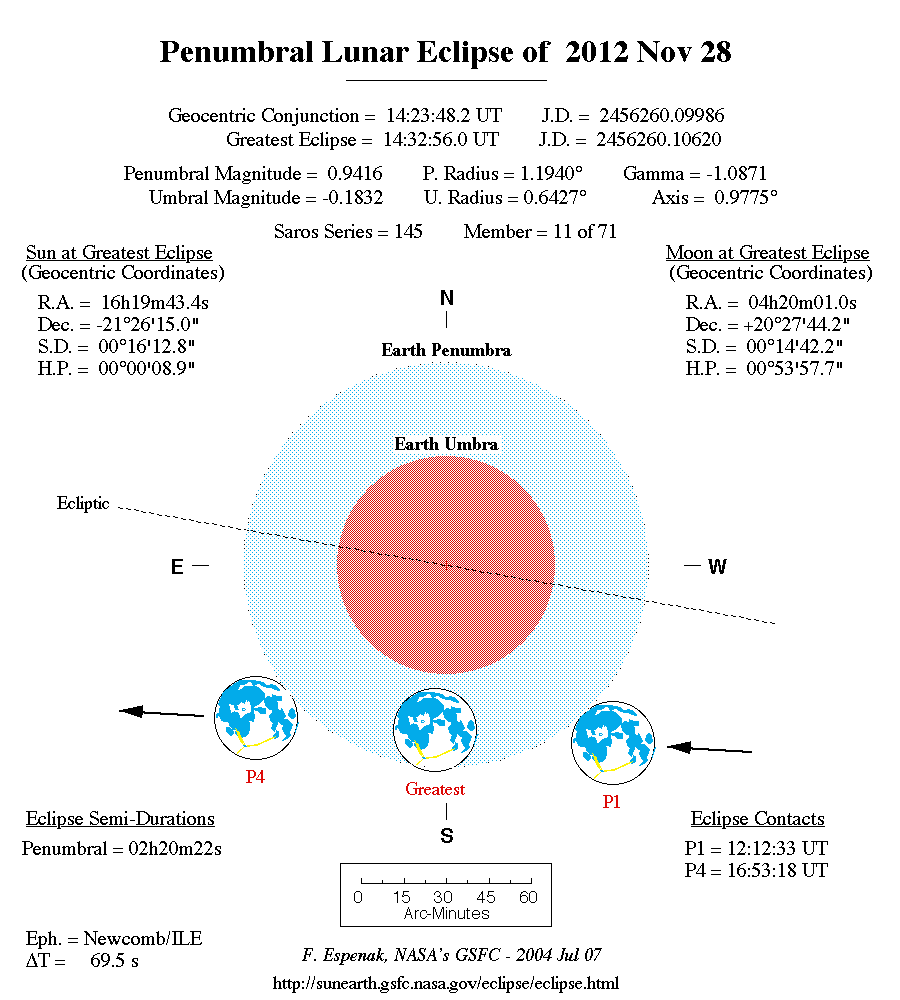
مخطط ناسا للكسوف

منظر محاكى للأرض من مركز القمر عند الخسوف الأقصى

## الخسوفات ذات الصلة

### كسوف 2012
- كسوف حلقي للشمس في 20 مايو.
- خسوف جزئي للقمر في 4 يونيو.
- كسوف كلي للشمس في 13 نوفمبر.
- خسوف شبه قمري للقمر في 28 نوفمبر.

### السنة القمرية (354 يومًا).
هذا الخسوف هو واحد من أربعة خسوف للقمر في سلسلة قصيرة العمر. تتكرر سلسلة السنة القمرية بعد 12 قمرًا أو 354 يومًا (العودة إلى الوراء حوالي 10 أيام في سنوات متتالية). بسبب تغيير التاريخ، يكون ظل الأرض حوالي 11 درجة غربًا في أحداث متتالية.
تاريخ
المعاينة 110-1.4916120
-0.7091130
0.0897140
0.82481501.5351

### دورة نصف ساروس
سوف يسبق خسوف القمر كسوف الشمس ويتبعه 9 سنوات و 5.5 أيام ( نصف ساروس ). يرتبط خسوف القمر هذا بكسوفين كليين للشمس من سولار ساروس 152.
| 23 نوفمبر 2003 | 4 ديسمبر 2021 |
| -------------- | ------------- |
|                |               |

## روابط خارجية
- 2012 Nov 28 chart:
- خسوف القمر Penumbral في 28 نوفمبر 2012
- ناسا: Penumbral Lunar Eclipse في 28 نوفمبر